# 타우로 FC
타우로 FC(Tauro F.C.)는 파나마의 수도인 파나마시티를 연고를 하는 축구팀이다. 이 팀은 1984년에 창단되었으며, 현재 리가 파나메냐에 출전하고 있다.

## 선수 명단

### 현역
- 얀 카를로스 바르가스(2012 ~ 2018, 2018 ~ )
- 오마르 에세키엘 브라운 주니가(2022 ~ )
- 이르빙 야히르 구디뇨 로페스(2020 ~ )
- 크리스티안 퀸테로(2018 ~ )